# Carica frazionaria
Nell'ambito dell'effetto Hall quantistico frazionario la carica frazionaria si riferisce alla proprietà di alcune quasiparticelle, dette quasiparticelle di Laughlin, di manifestare, nei fenomeni di trasporto, una carica elettrica pari a una frazione propria di quella dell'elettrone. 
La natura di tale fenomeno, che non ha nulla a che vedere con la fisica dei quark, non può essere descritta in un approccio a elettroni indipendenti, ma richiede un'analisi a molti corpi, per via della forte correlazione tra gli elettroni nell'effetto Hall quantistico frazionario.
Nel 1999 un esperimento basato sull'effetto tunnel ha mostrato che esistono effettivamente delle quasiparticelle con carica e/3 ed e/5, dovute alla corrente di Hall quantistica che si crea in un gas di elettroni bidimensionale.